# Магдалена Форсберг
Марија Магдалена Форсберг рођ. Валин (швед. Maria Magdalena Forsberg, Крамфорс 25. јул 1967) била је шведска нордијска скијашица, репрезентативка у скијашком трчању и биатлону.
Удата је за колегу из репрезентације, нордијског скијаша, Хенрика Форсберга, са којим има двоје деце.

## Биографија
У почетку, Магдалена Форсберг се такмичила у скијашком трчању од 1988. до 1996. године. Њен најбољи појединачни резултат био је друго место у дисциплини 10 км слободно у Светском купу 1988. у Рованијемију и бронзана медаља у штафети 4 х 5 км на Светском првенству 1987. у Оберсдорфу. Била је члан шведског олимпијског тима за скијашко трчање на Зимским олимпијским играма 1992. у Албервилу, али са мало успеха. Била је 26. на 15 км и 19. са штафетом 4 х 5 км. На Светском првенству у скијашком трчању најбољи резултат у појединачној конкуренцији на светским првенствима у скијашком трчању била је 1989. у Лахтију, када је била 10. на 30 км.
Године 1993. одлучила је да промени спорт и да се придружи тиму Биатлон Сундсвал из Тимра, постижући врхунске резултате јер је била не само добар скијаш, већ и врло прецизан стрелац. У биатлону се такмичила пд 1993 до 2002. године. у току 1994. морала је оперисати Ахилову тетиву.
Своју прву бронзану медаљу освојила ја на Светском првенству 1996. у Руполдингу. У 1997. постала је двострука светска првакиња, победивши у дисциплинама појединачно и потери, а трећепласирана у спринту. До 2001. освојила је још четири титуле на светским првенствима од укупно шест.
У Светском купу Форсбергова је још успешнија, где је укупном поретку светског купа рангирана на прво место у периоду, од 1997-2002. Укупно је победила у 42 трке Светског купа и зато је проглашена биатлонком 20. века. Од укупно 152 трке у Светском купу 87 пута је била на победничком постољу 42 пута као златна 18 сребрна и 27 бронзана. Њена најбоља сезона била је 2000/01, када је освојила осам узастопних трка у Светском купу и 14 трка у сезони. Била је 19 пута међу прве три, 22 пута међу првих 10 од 25 трка те године.
До сезоне 2011/12. у Светском купу држала је рекорд у укупном броју освојених бодова у Светском купу, када јој је место преузела Немица Магдалена Нојнер.
Поред укупне победе, победила је и у свим појединачним дисциплинама биатлона.
Много мање успеха Форсбергова је имала на Зимским олимпијским играма. Само у завршним фазама своје каријере освојила је две бронзане олимпијске медаље 2002. у Солт Лек Ситију, једну појединачну и једну са штафетом. На овим Олимпијским играма Магдалена Форсберг, је носила шведску заставу на церемонији отварања.
Током већег дела каријере, Форсбергову је тренирао Немац Волфганг Пихлер, који је касније преузео дужност селектора шведске биатлонске репрезентације.
Магдалена Форсберг је пет пута узастопно добила годишњу награду спортске редакције шведског радија.
Након студија економије радила је као експерт за немачке ТВ до 2007 и до данас за шведску телевизију (SVT). Године 2008. додељен јој је почасни докторат, а 2011. је добила диплому за менаџмент у спорту.

## Резултати

### Зимске олимпијске игре
| Игре                                 | Појединачно | Спринт | Потера | Штафета |
| Олимпијске игре 1998. Нагано         | 14.         | 17.    | Х      | 10      |
| Олимпијске игре 2002. Солт Лејк Сити |             |        | 6.     | НУ      |

| Игре                           | 15 км класично 10 км класично | 30 км слободно | Штафета |
| Олимпијске игре 1998. Албервил | 26.                           | 34.            | 7.      |
| Олимпијске игре 1998. Нагано   | —                             | —              | 8.      |

### Светско првенство у биатлону
| Првенство                    | Појединачно | Спринт | Потера | Масовни старт | Штафета | Екипно |
| Антхолц 1995.                | 7.          | 19.    | Х      | Х             | 14.     |        |
| Руполдинг 1996.              | 15.         |        | Х      | Х             | 10.     |        |
| Брезно 1997.                 |             |        |        | Х             | 16.     | 16.    |
| Покљука 1998.                | Х           | Х      |        | Х             |         |        |
| Контиолахти 1999 Холмелколен | 6.          |        | 5.     |               |         | Х      |
| Mondiaux 2000 Лахти          |             | 4.     |        | 4.            | 13.     | Х      |
| Покљука 2001                 |             | 6.     | }      |               |         | Х      |

### Светски куп у биатлону
| Сезона   | Појединачно | Појединачно | Спринт | Спринт   | Потера | Потера   | Масовни старт | Масовни старт | Укупно | Укупно   |
| Сезона   | Бодови      | Позиција    | Бодови | Позиција | Бодови | Позиција | Бодови        | Позиција      | Бодови | Позиција |
| -------- | ----------- | ----------- | ------ | -------- | ------ | -------- | ------------- | ------------- | ------ | -------- |
| 1994/95. | ?           | ?           | ?      | ?        | Х      | Х        | Х             | Х             | ?      | 5.       |
| 1995/96. | ?           | ?           | ?      | ?        | Х      | Х        | Х             | Х             | ?      | 5.       |
| 1996/97. | 97          | 2.          | 141    | 3.       | 84     | 1.       | Х             | Х             | 319    | 1.       |
| 1997/98. | 99          | 1.          | 202    | 1.       | 86     | 1.       | Х             | Х             | 387    | 1.       |
| 1998/99. | 60          | 2.          | 203    | 1.       | 180    | 1.       | 45            | 3.            | 478    | 1.       |
| 1999/00. | 74          | 1.          | 147    | 1.       | 210    | 1.       | 68            | 3.            | 510    | '1.      |
| 2000/01. | 143         | 1.          | 368    | 1.       | 300    | 1.'      | 146           | 1.            | 1.021  | 1.       |
| 2001/02. | 143         | 1.          | 302    | 1.       | 376    | 1.       | 123           | 1.            | 944    | 1.       |

| Пласман  | Појединачно | Спринт | Потера | Масовни старт | Штафета | Екипно | Укупно |
| -------- | ----------- | ------ | ------ | ------------- | ------- | ------ | ------ |
| 1. место | 7           | 13     | 19     | 3             | 0       | 0      | 42     |
| 2. место | 3           | 5      | 8      | 2             | 0       | 0      | 18     |
| 3. место | 8           | 9      | 7      | 3             | 0       | 0      | 27     |
| Топ 10   | 28          | 49     | 39     | 13            | 4       | 1      | 134    |